# Етјен Шоазел
Етјен Франсоа Шоазел (фр. Étienne François Choiseul или фр. Étienne-François, comte de Stainville, duc de Choiseul; 28. јуна 1719 — 8. мај 1785) био је француски генерал, гроф од Стенвила, војвода од Шоазела.
Од 1761. до 1770. године Шоазел је у својству министра рата и министра ратне морнарице препустио операције на континенту Аустрији и Русији да би Француска и Шпанија водиле поморски и колонијални рат против Енглеске. Француска је у том рату изгубила своје најважније колоније – Канаду, Луизијану и источноиндијске поседе и доминантан положај светске силе. Од 1766. године Шоазел настоји да поправи послератно тешко стање у француској ратној морнарици коренитим реформама и јачањем водова војске, нарочито артиљерије. Шоазелу се приписује и анексирање Лотарингије 1766. и припајање Корзике 1768. године.
Борећи се против личне краљеве власти, Шоазел је од 1770. године у немилости и прогнан у унутрашњост. Написао је мемоаре издате 1790. године.